# Zenélő kút (Marosvásárhely)

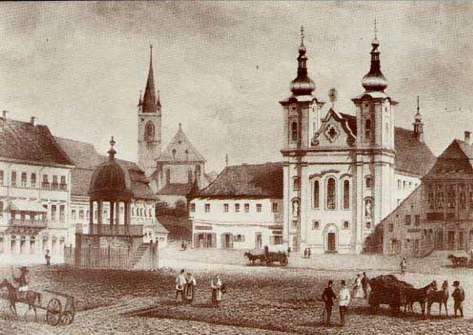
A kút (balra) a Nagypiacon

A marosvásárhelyi zenélő kút a város „országos hírességű nevezetessége” volt. 1820–1822 között épült a Nagypiacon, tervezője és készítője Bodor Péter székely ezermester, ezért Bodor-kútként is ismerték. Mind Bodor alakja, mind a kút körüli élet köré romantikus legendák fűződtek az idő során, így manapság több tévhit kering az építményről és alkotójáról.
A zenélő szerkezetet 1836-ban tönkretette egy hóvihar, azonban maga a kút egészen a 20. századig állt. Mivel a közművesítés után idejétmúlt lett, és addigra már romossá is vált, 1911-ben lebontották. A román hatalomátvétel után ezen a helyen építették fel az ortodox katedrálist. A kút mását 1935–1936-ban felállították a budapesti Margit-szigeten.

## Története
Alkotója, Bodor Péter Erdőszentgyörgyön született a 18. század végén, és feljegyezték róla, hogy már kiskorában lenyűgözte az embereket elmés szerkezeteivel (malmok, szekerek, ekék, később óraművek). A Zeyk nemesi család, felismerve tehetségét, pártfogásába vette és beiratta a marosvásárhelyi református kollégiumba, azonban hamarosan félbehagyta tanulmányait, egyéb dolgokban képezte magát, majd 1809 és 1815 között külföldön tartózkodott. Egy forrás szerint a bécsi Politechnikumban gépészetet tanult, de ennek valóságtartalma kétséges, mivel az egyetem csak 1815-ben alakult. 1816-ban visszatért Marosvásárhelyre és felajánlotta szolgálatait a városnak. Többek között hidat épített a Maroson, lépcsőfeljárót a Vártemplom tornyába, freskókat festett, órákat és zenélő szerkezeteket, templomi orgonákat készített.
Fő műve a marosvásárhelyi zenélő kút volt, mely egyes források szerint 1816-ban, mások szerint 1820–22 között épült. A kijelölt helyen, a plébániatemplom és az Apolló-palota között már korábban is állt egy közkút, melynek vizét a Vár dombjának déli oldalán fakadó források szolgáltatták földalatti csatornákon keresztül, és a falazatból kiágazó négy csövön ontotta a vizet. Alakja kőoszlopok által tartott piramis volt, körülötte pedig jegenyék álltak. Kőkádja azonban idővel annyira megrongálódott, hogy használhatatlanná vált, így elhatározták újjáépítését. Bodor bemutatta tervét, amely „nem csak hasznosnak és szépnek ígérkezett, hanem a közönség nagyobb gyönyörködtetésére valami zene eszközt a kúthoz alkalmazni” igyekezett, a városi tanács pedig elfogadta a javaslatot.
Az építkezés hamarosan elkezdődött, és feljegyezték, hogy „Olyan mozgalom és népes sürgés-forgás mutatkozott a nagypiaci építkezés körül, mintha a bibliai Bábel-tornyát emelték volna. A város minden szakmabeli céhe kivette részét a közmunkából és kötelességgé lett téve, hogy minden céh tag személyenként egy-egy napot áldozzon »város dolga« címen a kútépítmény elkészülésében.” Bodor a kádat 3000 veder űrtartalmú medencévé bővíttette, hogy annak vize tűzeseteknél is a város szolgálatára legyen, a medence fölé pedig kör alaprajzú fa felépítményt állított, melyre kupolával fedett oszlopcsarnokot emelt. A kupola rejtette a zenélő szerkezetet, melyet a víz hajtott, és napi négyszer, minden hatodik órában megszólalt; tetején egy Neptun-szobor mutatta az idő múlását, 24 óra alatt egy teljes fordulatot téve.
A kút órája és zenélő szerkezete 1836. december 8-án megsérült egy hóvihar során, javítása nem történt meg (Bodor nem vállalkozott rá, vagy pedig nem tudta megjavítani, más mesterek pedig nem értettek hozzá). Egyes legendák szerint nem vihar, hanem maga Bodor tette tönkre a mechanikát egy lengyel hercegnő iránti szerelmi bánatból, vagy pedig bankjegyhamisítás (mások szerint szabadságharcosi tevékenysége) miatti bebörtönzése bosszújául. A szerkezet megmentett darabjait az elöljáróság 1839-ben a régi városháza padlásán helyezte biztonságba. 1865-ben Birli László pesti órásmester a kút újjáépítését és egy új zenegép készítését tervezte, azonban ez végül nem történt meg.
A város életében a kút fontos szerepet játszott, mivel a polgárok találkozóhelyének szerepét töltötte be. Borosnyai Lukács János verse szerint „Estve reggel ide jönnek a' tselédek / Találhatyák egymást szüzek és legények”. Az építmény előtti fásított részt sétatérként használták, a szerkezet meghibásodása után a térzenét pedig a városi tanács által fogadott cigányzenészek játszották a kút oszlopcsarnokában állva.
A megmentett zenélő szerkezetet 1896-ban el akarták küldeni a millenniumi kiállításra, azonban a darabok ekkorra már elkallódtak, a városháza padlásán már „csak roncsokat és szögeket” találtak belőle.

### Lebontása, másolatai

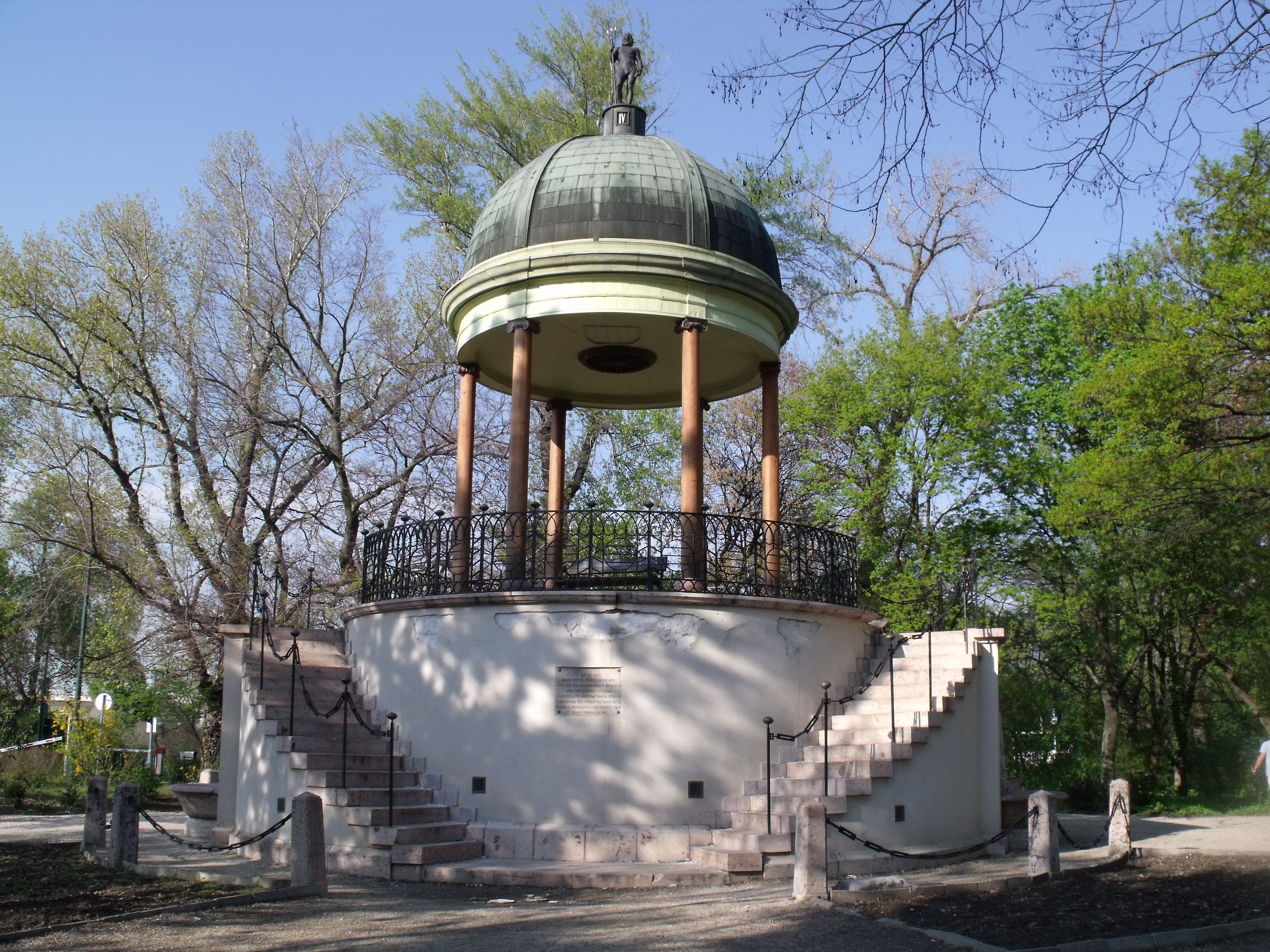
Az egykori marosvásárhelyi zenélő kút mása a Margit-szigeten

A kút az évtizedek során romossá vált, a 20. század elején kiépített közművesítés pedig szükségtelenné tette jelenlétét. Felszámolására elsősorban a Bernády György polgármesteri szolgálata alatt történő városrendezés miatt került sor, ugyanis Bernády ezt a helyet jelölte ki egy városi kőszínház építésére, a nagypiaci vásárosok és kisiparosok tiltakozásai ellenére. Székely Lajos újságíró szerint „Helyes és stílszerű is, hogy az elnémult zenélő kút helyén a beszélő művészetek hangozzanak tovább. De [… a] város idegenforgalma, székely fővárosi jellege is megköveteli, hogy valami új, valami lehetséges formában föltámadjon azon a helyen a zenélő automata mestermű. A város vezető köreinek föltétlenül gondolkodnia kell az eszme újjáteremtésének praktikus módozatairól. Én hirtelenében nem találok szebb és megfelelőbb módozatot erre, mint létesíttessék az új színházpalota homlokzatán egy szép harangtorony, melyről valami vonzó, magyaros melódia, többszólamú hangjáték fenséges akkordjai hangozzanak és meghatározott napi időközökben gyönyörködtessék a város közönségét s az átutazó idegeneket.”
A kutat 1911 őszén lebontották, anyagát árverésen eladták. A Komor Marcell és Jakab Dezső által tervezett, impozáns színházpalota felépítésére azonban végül nem került sor a pénzhiány, a halogatások, majd az első világháború kitörése miatt. A háború után berendezkedő román hatalomnak kapóra jött a kihasználatlan terület, és 1925–1934 között egy bizánci stílusú ortodox katedrálist építettek a helyre, mely monumentális méreteivel uralja a Főtér képét.
A kútról számos ábrázolás és kép készült, de tervrajzok nem maradtak fenn, így pontos rekonstruálása nem lehetséges. Az 1930-as évek elején Páll György erdélyi származású gépészmérnök javaslatára a budapesti Fővárosi Közmunkák Tanácsa jóváhagyta a Bodor-kút másának felépítését a Margit-sziget északi végénél; a munkálatokat 1935-ben kezdték, és 1936 nyarán üzembe is helyezték az építményt. Az eredeti kút vízzel hajtott zenélő szerkezetét villanyárammal működtetett orgona helyettesítette.
A 21. század elején felmerült a Bodor-kút újjáépítése Marosvásárhely főterén. A városi tanács 2007. január 25-i ülésén megszavazta az ötletet; helyszínéül a virágóra vagy pedig az Ismeretlen katona szobrának helye (melyet a Román hősök temetőjébe terveztek vinni) jött szóba, de olyan vélemény is volt, mely szerint a Somostetőn kellene felépíteni. Bár a döntést nem vonták vissza, a terv nem valósult meg.
2018-ban az erdőszentgyörgyi Rhédey-kastélyban Bodor Péter-emlékszobát avattak Buksa Éva kezdeményezésére, ahol többek között kiállították a Bodor-kút 1:15 méretarányú makettjét, mely zenélő szerkezetet is tartalmaz.

## Leírása
A kút Marosvásárhely Nagypiacának (a jelenlegi Rózsák terének) északi végénél állt, a plébániatemplom és az Apolló-palota között. Vizét a Vár dombjának forrásai szolgáltatták, melyet a Vargák bástyája melletti medence gyűjtött össze, majd onnan földalatti tölgyfa csöveken, szabadeséssel vezették a kúthoz. A henger alakú kúttestből négy csövön keresztül folyt a víz.
A 3000 veder űrtartalmú kőmedencét egy kör alaprajzú fa felépítmény fedte, melyre két íves lépcső vezetett fel, azon pedig hat karcsú faoszlopon nyugvó, félgömbkupolával fedett pavilonszerű építmény állt. A kupola foglalta magába a víz által működtetett zenegépet, tetején pedig egy Neptun (más források szerint Apollón) szobor forgott körbe, jelezve az idő múlását. Székely Lajos leírása szerint „A kúttest egyszerű, rövid henger alakú alsó részéből a világ négy tája felé ömlött a város legjobb ivóvize s a kúttest fölött elterülő nyílt oszlopcsarnokot eredetileg rézzel borított kupola koronázta. A fénylő kupola alatt állott eredetileg Apolló szobra, melyről Borosnyai Lukács János azt írta 1836-ban, hogy: »A Nap után megtette minden 24 óra alatt a maga fordulásait és felette a réz fedél alá rejtett muzsika reggel hat, délben 12, este 6 és éjféli tizenkét órakor is hallattatta magára zengedezését.«”
Európában abban az időben már elterjedtnek számítottak a mechanikai mozgó szerkezetek, Bodor zenegépe és órája pedig az egyszerűbbek közé volt sorolható, vidéki viszonylatban mégis különlegességnek számított. Megemlítik, hogy „nemcsak erdélyiek jártak [a kút] csodájára és nemcsak a magyar földrajzi tankönyvek, ha nem a Maros-Vásárhelyen megfordult idegen utazók is megemlékeztek róla, mint ritkaságszámba menő nagy nevezetességről.” A forgó Neptun-szobor valószínűleg az ország első köztéri órája volt, a zenét pedig csendes éjszakákon a Marosvásárhellyel szomszédos falvakban is hallani lehetett. A kútról a brit Edinburgh Review kulturális lap is beszámolt.
Nem maradtak fenn feljegyzések arról, hogy a kút milyen zenedarabokat játszott; Pál-Antal Sándor szerint török zene volt. Néhányan úgy vélik tudni, hogy a zenedarabok között szerepelt a Himnusz, a Kossuth-nóta, és a Rákóczi-induló, azonban ez képtelenség, mivel a Himnusz dallama 1844-ből, a Kossuth-nóta pedig 1848-ból (vagyis jóval a zenegép 1836-as pusztulása utánról) származik.

## Képek

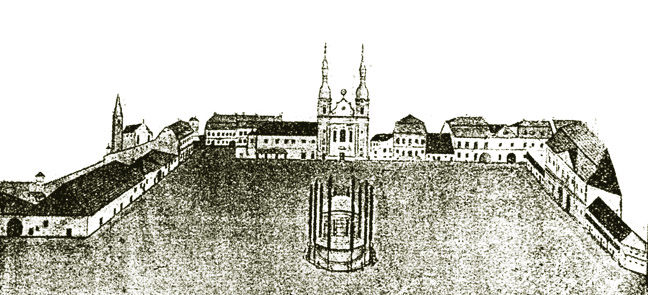
Az 1820-as években
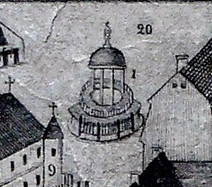
Az 1820-as években (Mikolai Tóth István metszete)
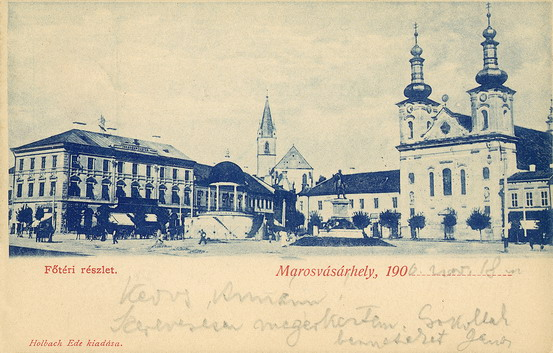
A kút (balra) a 20. század elején
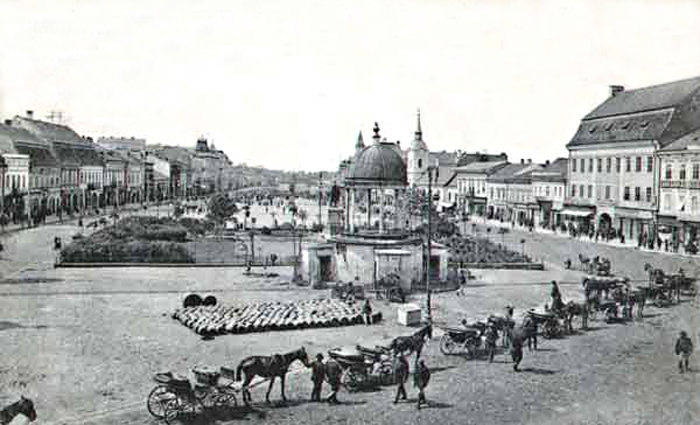
A kút (középen) a 20. század elején